# Lassen Peak
Der Lassen Peak im US-Bundesstaat Kalifornien ist der größte Lavadom-Vulkan (auch bekannt als plug dome) der Erde und der südlichste Vulkan der Kaskadenkette. Er ist auch als Mount Lassen bekannt. Er entstand auf der zerstörten Nordostflanke des Mount Tehama, eines Schichtvulkans, der mindestens 300 Meter höher als der Lassen war.
Lassen befindet sich im nördlichen im Shasta County im Zentral-Kalifornien in der Shasta-Cascade-Region und ist das Zentrum des Lassen-Volcanic-Nationalparks mit seinen Geothermalgebieten.
Er ist der einzige Vulkan in der Kaskadenkette außer dem Mount St. Helens, der während des 20. Jahrhunderts aktiv war. Diese Phase der eruptiven Aktivität dauerte von 1914 bis 1917.
Im Gegensatz zu den meisten Vulkanen des Typs Lavadom wird der Lassen von Kratern gekrönt.
Es gibt eine Reihe von Kratern nahe dem Gipfel, von denen allerdings zwei von massiver Lava bedeckt sind.

## Geologie
Vor ungefähr 27.000 Jahren wurde ein Dazit-Lavadom durch die Nordostflanke des Tehama nach oben gedrückt. Auf diesem Weg wurden darüberliegende Gesteinsschichten zerbrochen und als Talus um den entstehenden Vulkan abgelagert. Der Lassen Peak erreichte seine jetzige Höhe in verhältnismäßig kurzer Zeit, vermutlich in nur wenigen Jahren. In der Eiszeit wurde er teilweise von Gletschern erodiert.

## Geschichte

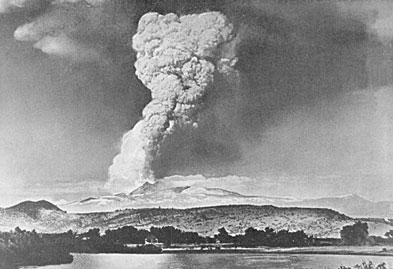
Explosion und Aschewolke am 22. Mai 1915

Vor der Ankunft der weißen Siedler war die Gegend um den Lassen Peak, besonders im Osten und Süden, das Stammesgebiet der nordöstlichen Maidu.
Lassen Peak wurde nach dem dänischen Schmied Peter Lassen benannt, der um 1830 Siedler aus dem Osten zum Sacramento Valley (Sacramento-Tal) führte. Seine Route wurde allerdings nicht lange benutzt, da sie als unsicher galt. Der Nobles Emigrant Trail, benannte nach William Nobles, der den Applegate Trail in Nevada mit dem nördlichen Sacramento-Tal verband, ersetzte ihn.
Im Jahr 1864 bestieg Helen Tanner Brodt als erste Frau den Gipfel des Lassen Peak. An sie erinnert der Name eines Karsees am Lassen.
Von 1914 bis 1921 war Lassen aktiv mit Wasserdampfexplosionen, Dazit-Lavaflüssen und Laharen. Es gab zwischen 200 und 400 Eruptionen während dieser Zeit, die aber keine Toten oder ernsthaft Verletzten forderten.
Am 5. Mai 1915 floss dazitische Lava 300 Meter den Westhang herab, bevor sie erstarrte. Beobachter, die 30 Kilometer entfernt waren, beschrieben diesen Vorgang als „kochenden Berg“. Die Hitze der Lava schmolz die Schneedecke und zerstörte den tiefen Kratersee am Gipfel. Der entstehende Lahar überflutete den Lost Creek und den Hat Creek.
Am 22. Mai um 16:30 Uhr Ortszeit folgte eine gewaltige Explosion, die eine pilzförmige Aschenwolke verursachte. Ein pyroklastischer Strom zerstörte und verbrannte Bäume am Nordwesthang und löste einen weiteren Lahar aus. Diese Ereignisse formten die sogenannte Devastated Area, die immer noch fast baumfrei ist, da der Boden nährstoffarm und sehr porös ist.
Im April, Mai und Juni 1917 ereignete sich eine weitere Serie von Dampf- und Aschenexplosionen, die einen vierten Gipfelkrater (im Nordwesten) erzeugten.
Seit dieser Zeit überwacht das USGS in Zusammenarbeit mit dem United States Park Service den Lassen und seine Umgebung.

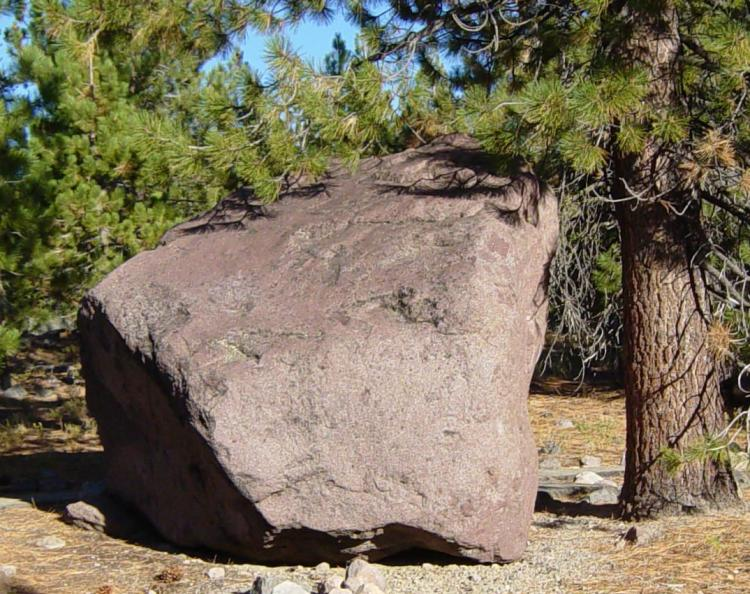
Der Loomis Hot Rock ist der bekannteste der vielen Felsklötze, die im Lahar vom 22. Mai 1915 herabstürzten